# Tereftalsyra
Tereftalsyra (bensen-1,4-dikarboxylsyra) är en aromatisk karboxylsyra med formeln C6H4(COOH)2. Ämnet är isomer till ftalsyra och isoftalsyra. Tereftalsyrans salter och estrar kallas tereftalater.

## Framställning
Tereftalsyra framställs genom oxidation av para-xylen löst i ättiksyra med kobolt-mangan-brom som katalysator.
  +  3 O2   {\displaystyle \rightarrow }    +  2 H2O
En alternativ metod är karboxylering av bensoesyra med kaliumbikarbonat (Kolbe-Schmitt reaktion).

## Användning
Tereftalsyra används nästan uteslutande för tillverkning av polyetentereftalat (PET), en polyester som används i till exempel PET-flaskor och syntetfiber.